# Tianjia’an

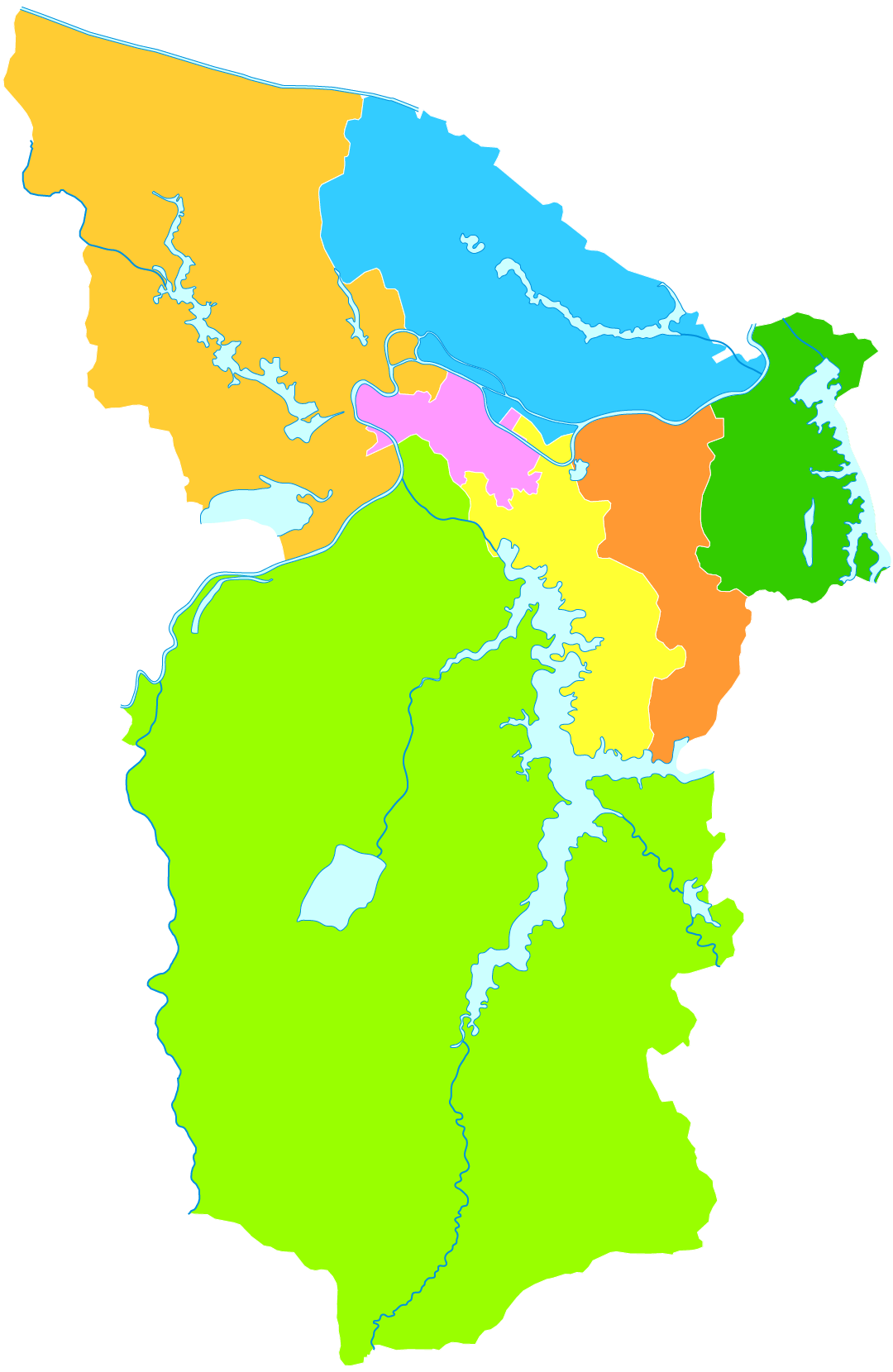
Lage des Kreises Fengtai im Gebiet der bezirksfreien Stadt Huainan

Der Stadtbezirk Tianjia’an (chinesisch 田家庵区, Pinyin Tiánjiā’ān qū) ist ein Stadtbezirk der bezirksfreien Stadt Huainan in der chinesischen Provinz Anhui.  Das Verwaltungsgebiet des Stadtbezirks hat eine Fläche von 255 km² und zählt 730 078 Einwohner (Volkszählung 2020). Er ist Sitz der Stadtregierung von Huainan. Tianjia’an liegt am Südufer des Huai He und erstreckt sich bis an den Wabu-See (瓦埠湖) an seiner Südgrenze. Der Shungeng Shan (舜耕山) liegt in der Mitte von Tianjia’an.

## Administrative Gliederung
Auf Gemeindeebene setzt sich der Stadtbezirk aus neun Straßenvierteln, vier Großgemeinden und einer Gemeinde zusammen. Diese sind:
- Straßenviertel Dongshan (洞山街道)
- Straßenviertel Quanshan (泉山街道)
- Straßenviertel Huaibin (淮滨街道)
- Straßenviertel Xinhuai (新淮街道)
- Straßenviertel Gongyuan (公园街道)
- Straßenviertel Tiandong (田东街道)
- Straßenviertel Guoqing (国庆街道)
- Straßenviertel Longquan (龙泉街道)
- Straßenviertel Chaoyang (朝阳街道)

- Großgemeinde Ancheng (安成镇)
- Großgemeinde Shungeng (舜耕镇)
- Großgemeinde Caoan (曹庵镇)
- Großgemeinde Sanhe (三和镇)

- Gemeinde Shiyuan (史院乡)

Bis 2013 gehörte die Großgemeinde Sanxiang (三乡镇) zu Tianjia’an, bevor sie dem Stadtbezirk Xiejiaji angegliedert wurde.